# Теория большой стратегии
Теория «большой стратегии» (также высшая стратегия, от англ. grand strategy) — набор концептуальных положений и постулатов об эффективном использовании государством имеющихся в его распоряжении ресурсов и средств для достижения политических целей в военной и внешнеполитической сфере. Данная теория сложилась главным образом в Великобритании и США во второй половине XX века. Разные исследователи определяют большую стратегию по-разному в диапазоне от «узкого» определения как военной стратегии до «широкого», практически совпадающего с понятием внешней политики; в последнем случае варианты большой стратегии простираются от изоляционизма до интервенционизма.

## Зарождение и первоначальный смысл понятия «большая стратегия»
Понятие «большая стратегия» появляется в первой половине XX века. Возросшая сложность войны как социально-политического явления требовали определённого пересмотра концепта стратегии, употреблявшегося в военной науке. На неотделимость военной стратегии от политического курса указывали в своих работах крупные российские и советские теоретики стратегии Андрей Снесарев и Александр Свечин. Первый создал философскую базу "большой стратегии" в своей работе "Философия войны", второй указал фактическую связь политического курса и военной стратегии в работе "Стратегия".
В начале XX века британский военный историк сэр Джулиан Корбетт выделил дихотомию «большой стратегии» («major strategy») и «малой стратегии» («minor strategy»). По его мнению, «большая стратегия» должна быть сфокусирована на применении всех ресурсов (военных, экономических, политических и дипломатических), имеющихся у государства, для достижения победы в военном конфликте.
Немного позднее полковник Джон Фуллер также произвел пересмотр классического понятия стратегии. Он выделил «большую стратегию» («grand strategy»), «высокую стратегию» («major strategy») и «малую стратегию» («minor strategy»). «Большая стратегия», как считал Фуллер, имеет дело с управлением и распоряжением вооруженными силами государства, поддержанием морали гражданского населения, а также торгово-промышленными ресурсами государства. По мнению британского военного теоретика, «большая стратегия» необходима исключительно для достижения политических целей государства во время войны.
Наибольший вклад в концептуализацию и популяризацию категории «большой стратегии» внёс британский военный историк и теоретик Бэзил Лиддел Гарт. Как указывает Лиддел Гарт, роль «большой стратегии» «заключается в том, чтобы координировать и направлять все ресурсы страны или группы стран на достижение политической цели войны — цели, которая определяется большой, или государственной, политикой».

Помимо этого, Лиддел Гарт подчеркивал, что «большая стратегия» есть единство целей и средств. По этому поводу он писал:
Успех стратегии зависит главным образом от правильного учета и согласования цели со средствами. Цель должна сообразовываться с общим количеством имеющихся средств, а средства, используемые для достижения каждого промежуточного объекта на пути к конечной цели, должны соответствовать её важности независимо от того, что при этом преследуется: захват ли самого объекта или достижение другого успеха. Излишек средств может быть так же вреден, как и их недостаток
Из вышеприведенных определений «большой стратегии» можно сделать несколько выводов:
Во-первых, изначально «большая стратегия» в качестве средств подразумевала использование всех ресурсов, как военных, так и невоенных по своей природе;
Во-вторых, условием формулирования и реализации «большой стратегии» являлся военный межгосударственный конфликт;
В-третьих, под конечной целью «большой стратегии» понималась победа в войне с последующим заключением благоприятного для рассматриваемого государства мира.

## Современные трактовки категории «большой стратегии»
«Большая стратегия» — одна из наиболее широко употребляемых категорий в западной политической науке. Возможно, именно поэтому понятие «большой стратегии» наполняется порой диаметрально противоположными смыслами. Тем не менее, представляется целесообразным осветить основные интерпретации данного концепта.
Некоторая часть авторов, вторя Лиддел Гарту, продолжает отстаивать позицию, согласно которой «большая стратегия» становится необходимой только во время военного конфликта. Так, Джон Коллинз говорит, что «большая стратегия, используя и распределяя все имеющиеся ресурсы, находящиеся в распоряжении государства, стремится обеспечить победу в войне и заключение благоприятного мира» Похожее мнение высказывает Терри Дейбел, который сводит «большую стратегию» к уровню ведения войны или боевых действий всеми доступными средствами, как военными, так и невоенными по своей природе.
Ряд исследователей отказываются от такого узкого подхода к концепту «большой стратегии» и применяют его к процессу достижения широкого круга политических целей, как в периоды военных конфликтов, так и мирное время. Как пишет Пол Кеннеди, «вся загадка и проблема большой стратегии заключается в политике (policy), то есть в способности высшего политического руководства консолидировать и применить все военные и невоенные элементы мощи государства в целях защиты и продвижения в условиях мира и войны долгосрочных государственных интересов».
Однако, как представляется некоторым авторам, данное расширение первоначального смысла, вкладываемого в категорию «большой стратегии» чревато концептуальными трудностями и проблемами. Как утверждает ряд ученых, включение в понятие «большой стратегии» всех имеющихся ресурсов и политических инструментов, а также всевозможных политических целей будет иметь сомнительную ценность, так как в данном случае понятие «большой стратегии» будет равнозначно всему комплексу внешних сношений государства. Подобную позицию, например, отстаивают Джон Миршаймер и Роберт Арт. Роберт Арт, в частности, включает в понятие «большой стратегии» весь спектр внешнеполитических целей, однако ограничивает их достижение исключительно военными средствами, то есть посредством применения военной силы или угрозы силой. Взамен предлагается ограничить достижение всего спектра политических целей государства на международной арене посредством применения исключительно военных средств.
Этот подход фактически сводит «большую стратегию» к военной политике. Из формулы Клаузевица следует, что средствами военной политики всегда будут вооружённые силы государства, но ничто не говорит, что цели этой политики должны носить исключительно военный характер. Наоборот, военная политика должна ставить перед собой достижение целей, сформулированных высшим политическим руководством страны.
Сущность еще одного подхода к «большой стратегии» заключается в ограничении числа целей, которые необходимо достичь в ходе имплементации «большой стратегии». Посредством «урезания» целей «большой стратегии» возможно, во-первых, сохранить первоначальное значение концепта, и, во-вторых, четко отделить внешнюю политику государства от его «большой стратегии».
Также существует неясность по поводу того, какие государства могут «позволить» себе такую роскошь, как «большая стратегия».
С одной стороны, «большая стратегия» является уделом исключительно великих держав. Во-первых, они обладают достаточным количеством ресурсов и необходимой мощью для проведения «великодержавной» политики. К этому нужно добавить, что интересы великих держав имеют зачастую глобальный характер. С другой стороны, в силу своей природы великие державы всегда находятся под угрозой «перенапряжения» (overstretch), что делает необходимым точное соизмерение существующих средств с желаемыми целями.
С другой стороны, есть мнение, что вырабатывать и реализовывать «большую стратегию» могут малые страны и державы среднего уровня. Это объясняется тем, что количество ресурсов и средств, которыми располагают такие страны, достаточно ограничено, что вынуждает их чрезвычайно расчётливо и экономно расходовать имеющиеся политические ресурсы и инструменты для достижения своих целей на международной арене.
Другой важной теоретической проблемой является вопрос о соотношении политики (policy) и «большой стратегии». Большинство авторов разводят эти два понятия, полагая, что политика государства есть нечто, стоящее над «большой стратегией». Это означает, что политика должна определять цели, достижение которых отводится «большой стратегии». Фактически данное утверждение восходит к традиции Клаузевица, понимавшего под стратегией использование боя в целях политики.
Необходимо особо отменить, что в научной литературе, посвященной вопросам теории и практики стратегии, происходит отсутствие разграничение понятий «большая стратегия», «стратегия национальной безопасности» и «национальная стратегия». Представляется, что данное смешение понятий создает дополнительные теоретические трудности, препятствующие операционализации понятия стратегии как таковой.
Итак, можно выделить несколько общих интерпретаций понятия «большой стратегии», сложившихся в литературе, посвященной данной тематике.
«Большая стратегия» рассматривается как:
план;
«Большая стратегия» — план действий государства на международной арене, формулируемый и артикулируемый высшим
политическим руководством страны.
видение;
«Большая стратегия» — представление высшего политического руководства о роли и месте государства в международной системе, и о том, что необходимо сделать для того, чтобы защитить государственные интересы.
политика (politics);
«Большая стратегия» — процесс формулирования внешнеполитических целей и задач, сопровождаемый внутриэлитной борьбой, а также противостоянием министерств и ведомств, вовлеченных в процесс
принятия решений.
гармонизация целей и средств;
«Большая стратегия» — способ постановки целей, преследуемых государством, а также нахождение необходимых ресурсов и инструментов, необходимых для достижения данных целей.
конкретно-исторический феномен.
«Большая стратегия» — определенная встречаемая в истории модель поведения государства, приводящая к защите и
продвижению национальных интересов, а также к достижению поставленных целей.